# John Marshall (Schwimmer)
John Birnie Marshall (* 1. Februar 1930 in Bondi, Sydney; † 30. Januar 1957 in Melbourne) war ein australischer Schwimmer. Er gewann 1948 bei den Olympischen Spielen in London je eine olympische Silber- und Bronzemedaille.

## Leben
Bei den Olympischen Spielen 1948 in London wurde zunächst der Wettbewerb im 400-Meter-Freistilschwimmen ausgetragen. Im Vorlauf schwamm Marshall die drittbeste Zeit hinter William Smith und James McLane aus den Vereinigten Staaten. Im Halbfinale war der Ungar Géza Kádas Schnellster vor den beiden Amerikanern. Im Finale siegte Smith vor McLane und Marshall, der zwei Sekunden vor Kádas anschlug. Über 1500 Meter Freistil schwamm Marshall die schnellste Vorlaufzeit, im Halbfinale unterboten nur McLane und Marshall die 20 Minuten. Im Finale siegte McLane deutlich vor Marshall, Dritter wurde der Ungar György Mitró.
1949 gewann Marshall bei den australischen Meisterschaften alle Titel von 100 Meter Freistil bis 1500 Meter Freistil. Marshall studierte in den Vereinigten Staaten an der Yale University und verbesserte dort 1950 und 1951 den Weltrekord über 400 Meter Freistil dreimal und den über 200 Meter einmal. Hinzu kamen Weltrekordverbesserungen auf den entsprechenden Yards-Distanzen.
1952 bei den Olympischen Spielen in Helsinki verpasste Marshall über 400 Meter Freistil genauso den Finaleinzug wie die australische 4-mal-200-Meter-Freistilstaffel. Lediglich über 1500 Meter Freistil erreichte Marshall das Finale. Im Finale gab er unterwegs auf und erreichte abgeschlagen als Achter das Ziel mit einer um 44 Sekunden schwächeren Zeit als im Vorlauf. Marshall kehrte nach seinem Studium nach Australien zurück und war Vorbild für die jüngere Generation, die sich auf die ersten Olympischen Spiele in Australien vorbereitete. Auch Marshall qualifizierte sich für die Olympischen Spiele 1956 in Melbourne. Er trat über 200 Meter Schmetterling an und belegte den fünften Platz.
Zwei Monate nach seinem letzten Olympiastart und zwei Tage vor seinem 27. Geburtstag starb John Marshall bei einem Verkehrsunfall. 1973 wurde er in die International Swimming Hall of Fame (ISHOF) aufgenommen. Seit 1985 ist Marshall auch Mitglied der Sport Australia Hall of Fame.